# Billy Nelson
Pour les articles homonymes, voir Nelson.
Billy Nelson, né le 19 juillet 1903 à New York et mort le 13 juin 1979, était un acteur américain qui est apparu dans plus de 80 films et programmes de télévision.

## Filmographie (sélection)
- 1935 : Look Up and Laugh de Basil Dean (film britannique)
- 1942 : I Live on Danger
- 1942 : Wrecking Crew
- 1943 : Minesweeper
- 1943 : False Faces de George Sherman
- 1944 : Waterfront
- 1944 : Étrange Mariage (When Strangers Marry) de William Castle
- 1944 : Gambler's Choice
- 1945 : High Powered
- 1949 : Search for Danger
- 1951 : Le Rocher du diable
- 1953 : La Folle Aventure (The I Don't Care Girl) de Lloyd Bacon
- 1954 : Stamp Day for Superman (court métrage)
- 1957 : Douze Hommes en colère de Sidney Lumet
- 1961 : Milliardaire pour un jour de Frank Capra